# Cheez-It Bowl 2021
Match précédent Match suivant
Le Cheez-It Bowl 2021 est un match de football américain de niveau universitaire joué après la saison régulière de 2021, le 29 décembre 2021 au Camping World Stadium situé à Orlando dans l'État de la Floride aux États-Unis. 
Il s'agit de la 32e édition du Cheez-It Bowl.
Le match met en présence l'équipe des Tigers de Clemson issue de la Atlantic Coast Conference et l'équipe des Cyclones d'Iowa State issue de la Big 12 Conference.
Il débute à 17 h 45 locales (23 h 45 en France) et est retransmis à la télévision par ESPN.
Sponsorisé par la société Kellogg's et sa marque Cheez-It (en), le match est officiellement dénommé le 2021 Cheez-It Bowl. 
Clemson gagne le match sur le score de 20 à 13.

## Présentation du match
Il s'agit de la 1re rencontre entre les deux équipes.
| Équipes                                                           | Conférences | Entraîneurs                    | Stats. saison rég. | Classements avant le bowl | Classements avant le bowl | Classements avant le bowl |
| ----------------------------------------------------------------- | ----------- | ------------------------------ | ------------------ | ------------------------- | ------------------------- | ------------------------- |
| Équipes                                                           | Conférences | Entraîneurs                    | Stats. saison rég. | CFP                       | AP                        | Coaches                   |
| Tigers de Clemson                                                 | ACC         | Dabo Swinney (13e saison)      | 9 - 3              | no 19                     | no 22                     | no 24                     |
| Cyclones d'Iowa State                                             | B12         | Matt Campbell (en) (6e saison) | 7 - 5              | NC                        | NC                        | NC                        |
| - Équipe donnée favorite par les bookmakers : Clemson par 1 point |             |                                |                    |                           |                           |                           |

### Tigers de Clemson
Avec un bilan global en saison régulière de 9 victoires et 3 défaites (6-2 en matchs de conférence), Clemson est éligible et accepte l'invitation pour participer au Cheez-It Bowl (Floride) de 2021.
Ils terminent 3e de la Division Atlantic de la Atlantic Coast Conference derrière no 17 Wake Forest et no 18 NC State.
À l'issue de la saison 2021 (bowl non compris), ils sont désignés no 19 au classement CFP, no 22 au classement AP et no 24 au classement Coaches.
Il s'agit de leur 4e participation au Cheez-It Bowl :
| Saisons | Dates            | Vainqueurs  | Scores  | Finalistes | Bilan     |
| ------- | ---------------- | ----------- | ------- | ---------- | --------- |
| 2014    | 29 décembre 2014 | #18 Clemson | 40 - 06 | Oklahoma   | V : 2 - 1 |
| 2005    | 27 décembre 2005 | #23 Clemson | 19 - 10 | Colorado   | V : 1 - 1 |
| 2002    | 23 décembre 2002 | Texas Tech  | 55 - 15 | Clemson    | D : 0 - 1 |

| Logo     | Postes       | Joueurs                                          | Statistiques                                                     |
| -------- | ------------ | ------------------------------------------------ | ---------------------------------------------------------------- |
|          | Quarterback  | D.J. Uiagalelei                                  | 187/342 passes réussies pour 2 059 yards, 9 TDs, 9 interceptions |
| Coureur  | Will Shipley | 131 courses pour 678 yards nets gagnés et 10 TDs |                                                                  |
| Receveur | Justyn Ross  | 46 réceptions pour 514 yards et 3 TDs            |                                                                  |

### Cyclones d'Iowa State
Avec un bilan global en saison régulière de 7 victoires et 5 défaites (5-4 en matchs de conférence), Iowa State est éligible et accepte l'invitation pour participer au Cheez-It Bowl (Floride) de 2021.
Ils terminent 4e de la Big 12 Conference derrière no 9 Oklahoma State, no 7 Baylor et no 16 Oklahoma.
À l'issue de la saison 2021, ils n'apparaissent pas dans les classements CFP, AP et Coaches.
Il s'agit de leur 2e participation au Cheez-It Bowl :
| Saisons | Dates            | Vainqueurs     | Scores   | Finalistes | Bilan     |
| ------- | ---------------- | -------------- | -------- | ---------- | --------- |
| 2019    | 28 décembre 2019 | #14 Notre Dame | 33 - ´09 | Iowa State | D : 0 - 1 |

| Logo     | Postes            | Joueurs                                            | Statistiques                                                      |
| -------- | ----------------- | -------------------------------------------------- | ----------------------------------------------------------------- |
|          | Quarterback       | Brock Purdy                                        | 269/368 passes réussies pour 2 984 yards, 18 TDs, 7 interceptions |
| Coureur  | Breece Hall       | 253 courses pour 1 472 yards nets gagnés et 20 TDs |                                                                   |
| Receveur | Xavier Hutchinson | 82 réceptions pour 953 yards et 5 TDs              |                                                                   |